# Jalen Pickett
Jalen Pickett (Rochester, Nueva York, 22 de octubre de 1999) es un baloncestista estadounidense que pertenece a la plantilla de los Denver Nuggets de la NBA. Con 1,93 metros de estatura, juega en la posición de base.

## Trayectoria deportiva

### Universidad
Jugó tres temporadas con los Saints del Siena College, en las que promedió 15,0 puntos, 4,9 rebotes, 6,1asistencias, 1,0 tapones y 1,4 robos de balón por partido. En su segunda temporada fue elegido Jugador del Año de la Metro Atlantic Athletic Conference, mientras que en las tres temporadas fue incluido en el mejor quinteto de la conferencia.
El 25 de abril de 2021 anunció que sería transferido a Penn State, eligiendo a los Nittany Lions sobre Oregon State. Allí jugó dos temporadas más, promediando 15,7 puntos, 6,0 rebotes y 5,6 assitencias por partido, En 2023 fue incluido en el mejor quinteto de la Big Ten Conference y en el segundo equipo All-American consensuado.

#### Estadísticas
| Año                | Equipo             | PJ | PT | MPP  | %TC  | %3P  | %TL  | RPP | APP | ROB | TPP | PPP  |
| ------------------ | ------------------ | -- | -- | ---- | ---- | ---- | ---- | --- | --- | --- | --- | ---- |
| 2018–19            | Siena              | 33 | 32 | 37.1 | .436 | .348 | .746 | 4.6 | 6.7 | 2.0 | 0.9 | 15.8 |
| 2019–20            | Siena              | 29 | 28 | 37.0 | .458 | .374 | .689 | 4.6 | 6.0 | 1.0 | 1.1 | 15.1 |
| 2020–21            | Siena              | 14 | 14 | 36.1 | .403 | .359 | .750 | 6.3 | 4.8 | 0.9 | 1.1 | 12.9 |
| Total (Siena)      | Total (Siena)      | 76 | 74 | 36.9 | .439 | .360 | .730 | 4.9 | 6.1 | 1.4 | 1.0 | 15.0 |
| 2021–22            | Penn State         | 31 | 31 | 37.2 | .420 | .320 | .746 | 4.3 | 4.4 | 1.1 | 0.6 | 13.3 |
| 2022–23            | Penn State         | 36 | 36 | 36.5 | .511 | .385 | .774 | 7.3 | 6.7 | 0.9 | 0.5 | 17.9 |
| Total (Penn State) | Total (Penn State) | 67 | 67 | 36.9 | .466 | .353 | .760 | 5.8 | 5.6 | 1.0 | 0.6 | 15.6 |

### Profesional
Fue elegido en la trigésimo segunda posición del Draft de la NBA de 2023 por los Indiana Pacers, pero fue traspasado esa misma noche a los Denver Nuggets. Se convirtió en la elección más alta de un Saint en la historia del draft de la NBA.

## Estadísticas de su carrera en la NBA

### Temporada regular
| Año     | Equipo | PJ | PT | MPP  | %TC  | %3P  | %TL  | RPP | APP | ROB | TPP | PPP |
| ------- | ------ | -- | -- | ---- | ---- | ---- | ---- | --- | --- | --- | --- | --- |
| 2023-24 | Denver | 27 | 0  | 4.5  | .429 | .360 | .750 | .5  | .8  | .1  | .0  | 1.6 |
| 2024-25 | Denver | 49 | 4  | 13.6 | .428 | .396 | .750 | 1.4 | 2.2 | .4  | .1  | 4.1 |
| Total   | Total  | 76 | 4  | 10.4 | .428 | .389 | .750 | 1.1 | 1.7 | .3  | .1  | 3.2 |

### Playoffs
| Año   | Equipo | PJ | PT | MPP | %TC  | %3P  | %TL | RPP | APP | ROB | TPP | PPP |
| ----- | ------ | -- | -- | --- | ---- | ---- | --- | --- | --- | --- | --- | --- |
| 2024  | Denver | 3  | 0  | 3.6 | .667 | .000 | —   | .3  | .3  | .0  | .3  | 1.3 |
| 2025  | Denver | 8  | 0  | 7.1 | .333 | .333 | —   | .9  | .6  | .0  | .1  | 1.6 |
| Total | Total  | 11 | 0  | 6.2 | .389 | .300 | —   | .7  | .5  | .0  | .2  | 1.5 |